# Varese (Uruguai)
Varese (també conegut com a Poblado Varese) és una entitat de població de l'Uruguai ubicada al centre del departament de Salto.
Es troba 104 metres sobre el nivell del mar. Té una població aproximada de 100 habitants.